# 우치카와 아이
우치카와 아이(일본어: 内川藍維, 1972년 2월 27일 - )는 일본의 성우로 사이타마현 출신이며 시그마 세븐 소속이다. 본명은 우치카와 유카(内川 優香)이다. 카츠타 성우 학원 출신으로 한동안 본명으로 활동하다가 현재의 예명으로 개명하고 용사 지령 다그온 19화에 등장하는 배구 부원으로 애니메이션에 정식으로 데뷔했다. 취미는 음악 감상, 드라이브, 수영, 독서, 마작 등이다.

## 출연작

### TV 애니메이션
- 하급생（모치다 마호코）
- D.C 다카포（정글 레인저 3호, 린다）
- 초중신 그라비온(테세라）
- 디그레이맨（사라）
- 전뇌모험기 웹다이버（엔제）
- 명탐정 코난(혼다 아야카, 여자）
- 용자지령 다그온（배구부원）

### OVA
- 전교생（여학생）
- 리플레인 블루（하야세 시즈쿠）
- 청의 6호（뮤티오）
- 후타리 H（카오루）
- 하급생(모치다 마호코）
- 학교의 유령5（메구미, 아야코）
- 이 세상의 끝에서 사랑을 노래한 소녀 YU-NO（아리마 아유미）
- 피아캐롯에 어서오세요!2(히노모리 아즈사)
- 노노무라 병원의 사람들(마미야 치사토)
- 엔젤 블레이드 푸니시!(블레이드)

### 게임
- High school Terra Story（치헤）
- UNDERCOVER AD2025 Kei（사미）
- Girl Doll Toy（에리카）
- 하급생(모치다 마호코)
- 노노무라 병원의 사람들(마미야 치사토)